# Cyrille Pitteloud
Cyrille Pitteloud, né le 30 octobre 1889 à Vex (originaire du même lieu) et mort le 2 mars 1971 à Sion, est une personnalité politique suisse du canton du Valais, membre du Parti catholique-conservateur. 
Il est conseiller national de 1921 à 1928, puis conseiller d'État jusqu'en 1953, à la tête du département de justice et police, de celui de l'instruction publique et enfin également du département militaire. 

## Biographie
Cyrille Pitteloud naît le 30 octobre 1889 à Vex, dans le canton du Valais. Il en est aussi originaire. Son père, Adrien Pitteloud, est instituteur ; sa mère est née Louise Pitteloud et vient également de Vex.
Après le collège à Sion, il fait des études de droit aux universités de Fribourg et de Berne, puis obtient les brevets d'avocat et de notaire.
Il est juge instructeur du district d'Hérens de 1913 à 1918 et préfet du même district de 1920 à 1928,.
Il épouse Jeanne Pini en 1920, avec qui il a deux enfants, dont Jean-Jacques Pitteloud, député au Grand Conseil du canton du Valais de 1969 à 1977.
Capitaine à l'armée, il est mobilisé pendant la Première Guerre mondiale.
Il meurt le 2 mars 1971 à Sion.

## Parcours politique
Il est député au Grand Conseil du canton du Valais de 1917 à 1928, et préside l'hémicycle du 16 mars 1925 au 10 mai 1926,.
Non élu lors des élections fédérales d'octobre 1919, il accède au Conseil national le 6 juin 1921 à la suite de la démission de Joseph Kuntschen. Réélu en octobre 1922 et octobre 1925, il ne se représente pas pour un nouveau mandat en 1928 à la suite de son élection le 10 juin 1928 au Conseil d'État du canton du Valais,.
Au sein du gouvernement valaisan, qu'il préside à cinq reprises (1931-32, 1936-37, 1941-42, 1945-46 et 1950-51), il dirige le département de justice et police jusqu'en 1949, celui de l'instruction publique de 1937 à 1953 et le département militaire de 1949 à 1953.
Il est à l'origine de la loi sur l'instruction publique valaisanne de 1946. 

## Autres mandats
Il siège aux conseils d'administration d'Alusuisse et de la Rentenanstalt à partir de 1953.